# トッレ・デ・パッセリ
トッレ・デ・パッセリ（イタリア語: Torre de' Passeri）は、イタリア共和国アブルッツォ州ペスカーラ県にある、人口約3,000人の基礎自治体（コムーネ）。

## 地理

### 位置・広がり

#### 隣接コムーネ
隣接するコムーネは以下の通り。
- アランノ
- ボロニャーノ
- カスティリオーネ・ア・カザウリア
- ピエトラーニコ
- スカーファ